# Chrisanna Burkhardt
Chrisanna Burkhardt, eigentlich Christina Anna Burkhardt bzw. Kurzform Christina Burkhardt (* 11. September 1949 in Neunkirchen, Österreich) ist eine österreichische Liedtexterin und Autorin.

## Leben
Christina Burkhardt arbeitete von 1973 bis 1983 als Journalistin sowie als Werbetexterin in den Bereichen Tourismus, Industrie und Großhandel. Danach war sie als Pressesprecherin und Public Relations Managerin bei einem international agierenden Unternehmen tätig. Darüber hinaus schrieb sie Essays, Reportagen und Aufsätze für Printmedien in Deutschland, Österreich, Schweiz, Großbritannien und den USA.
Daneben betätigte Burkhardt sich als Autorin und schrieb Chansons, Texte und Sketches für Kabaretts und Shows. Mitte der 1970er-Jahre wurde sie von dem österreichischen Komponisten und Kabarettisten Gerhard Bronner (1922–2007) als Liedtexterin entdeckt, der ebenso wie der österreichische Komponist und Kabarettist Peter Wehle (1914–1986) einige ihrer Chansons vertonte und auf LP herausbrachte. Weitere Vertonungen erfolgten durch die Musiker Franco Andolfo und Michael Starch.
Burkhardt schrieb unter anderem auch Songtexte für die österreichische Sängerin Marianne Mendt, die diese auf mehreren Tonträgern veröffentlichte, und arbeitete an Shows für Theater, Fernsehen und Hörfunk mit. Sie konzipierte mehrere Kabarettprogramme, wie zum Beispiel für den österreichischen Kabarettisten Götz Kauffmann und für Marianne Mendt. In den 1990er-Jahren beteiligte sie sich an verschiedenen Sachbuch-Anthologien.
2008 und 2009 erschienen Burkhardts erste Bücher als alleinige Autorin, wobei sie inhaltlich die Genres Sachbuch/Ratgeber, Roman und Kinder-/Jugendbuch bediente. Nachdem sie früher unter ihrem eigentlichen Namen Christina Burkhardt veröffentlicht hatte, schreibt sie seit Mitte der 2000er-Jahre unter dem Autorinnennamen Chrisanna Burkhardt.
Burkhardt schreibt seit den 1970er-Jahren Texte für „Kleinkunst“ und schuf damit Grundlagen für Lieder, Kabarett- und Showprogramme. Einige ihrer Songtexte finden auch heute noch Anklang beim Publikum und den Interpreten, wie beispielsweise Ich lache Tränen, wenn Du lügst, das von Marianne Mendt gesungen und bereits mehrmals auf verschiedenen Alben veröffentlicht wurde. Auch in ihren in letzter Zeit erschienenen Büchern beschäftigt sie sich oft mit besinnlich-humoristischen Themen; in Eisenjahre „zeichnet [sie] mit viel Humor und Feingefühl ein besinnliches Familienbild der 50-er Jahre“ (Die Salzburgerin) und liefert eine „gelungene Hommage an das Österreich der Nachkriegszeit“ (SPÖ Aktuell).
Chrisanna Burkhardt lebt und arbeitet heute in Wien.

## Werke (Auswahl)
Sachbücher
- Hass auf Naprawek. In: Gehn ma halt a bisserl unter. Kabarett in Wien von den Anfängen bis heute. 2. Auflage. Henschel Verlag, Berlin 1993, ISBN 3-89487-185-7, S. 441ff.
- Vintage Microphones. In: Vintage Guitar Bluebook, 1997. Spring Edition (Orion Blue Book Vintage Guitar). Orion Research Corp., Scottsdale (Arizona/USA) 1997, ISBN 0-932089-20-8, S. 10ff. (englisch)
- Gekündigt und glücklich. Weil ein Aus nicht das Ende bedeutet. 1. Auflage. Edition Va Bene, Klosterneuburg (Österreich) 2008, ISBN 978-3-85167-221-3.

Prosa
- Warum das Wasser wandert. Ein Märchen für umweltbewusste Kinder. 1. Auflage. Books on Demand, Norderstedt 2008, ISBN 978-3-8370-4830-8.
- Eisenjahre. Die heiteren Seiten härterer Zeiten. Amalthea Signum Verlag, Wien 2009, ISBN 978-3-85002-678-9.
- Tränenmanko. Osutoria-Publishing, Wien, ISBN 978-3-902891-90-7.
- Hush up Vertuscht – verschwiegen – verdrängt. Serie 1. Osutoria Publishing, Wien, ISBN 978-3-902891-89-1.
- Apostaten Saga, Band 1, Die Lossagung". Osutoria Publishing, Wien,  ISBN 978-3-902891-44-0

Songtexte
- Warte bis die Wölfe kommen. Text: C. Burkhardt, Gesang: G. Bronner;
- J.C.Superstar und Showman. Text: C. Burkhardt, Gesang: P. Wehle;
- Der einäugige König. Text: C. Burkhardt, Gesang: P. Wehle;
- Progressiv-schööön. Text: C. Burkhardt, Gesang: G. Bronner, P. Wehle
  - Jeweils enthalten in: Meine Waffe ist die Gitarre. LP, Unikum 1974, ST-UN 3302.
- Ich lache Tränen, wenn Du lügst. Musik: Andolfo, Text: C. Burkhardt, Gesang: Marianne Mendt; Single (Ich lache Tränen, wenn Du lügst), EMI Columbia Austria 1977, 12C006-33 186.
  - Enthalten in: Every 1’s a Winner. LP, EMI Columbia Sampler Super Gold 1978, IC 134-33 260/61.
  - Enthalten in: The Very Best of Marianne Mendt. Album CD, Capitol 2004.
  - Enthalten in: Austro Hit Gala. LP, ORF 2004.
- Liebe – Spiel der Narren. Musik: G. Stellaard, Text: M. Carceles/deutsch: C. Burkhardt; Gesang: Marianne Mendt; Single (Berlin), EMI Columbia Austria 1981, IC 006-33 246.
  - Enthalten in: Every 1’s a Winner. EMI Columbia Sampler Super Gold, IC 134-33 260/61.
  - Enthalten in: The Very Best of Marianne Mendt. Album CD, Capitol 2004.

Hörspiele
- Morgen ist Heute schon Gestern. Mit: Günther Schwarzberg; Produktion: ORF; Erstsendung am 31. Dezember 1989 bei Radio Wien.